# Missionarie di San Giovanni Battista
Le Missionarie di San Giovanni Battista (in spagnolo Misioneras de San Juan Bautista) sono un istituto religioso femminile di diritto pontificio: le suore di questa congregazione pospongono al loro nome la sigla M.S.J.B.

## Storia
La congregazione fu fondata nel 1945 a Querétaro dal sacerdote Sebastián Berumen Silva con il fine di sostenere il lavoro pastorale e missionario dei sacerdoti; la sede centrale fu trasferita a Toluca il 15 dicembre 1952.

## Attività e diffusione
Le religiose lavorano in scuole, asili per bambini abbandonati, centri di formazione religiosa, case per ritiri spirituali e altrove.
Oltre che in Messico, le suore sono presenti in Angola, Argentina e Italia; la sede generalizia è a Toluca.
Alla fine del 2011 la congregazione contava 328 religiose in 25 case.